# Kota Amano
Kota Amano (天野 恒太 Amano Kota?), född 22 juni 1987 i Shizuoka prefektur, är en japansk fotbollsspelare.
Amano började sin karriär 2011 i SC Sagamihara. Han spelade 90 ligamatcher för klubben. Han avslutade karriären 2016.